# White Rock (Nou Mèxic)
White Rock és una concentració de població designada pel cens dels Estats Units a l'estat de Nou Mèxic. Segons el cens del 2000 tenia 6.045 habitants.

## Demografia
Segons el cens del 2000, White Rock tenia 6.045 habitants, 2.226 habitatges, i 1.860 famílies. La densitat de població era de 325,1 habitants per km².
Dels 2.226 habitatges en un 38% hi vivien nens de menys de 18 anys, en un 78,2% hi vivien parelles casades, en un 3,2% dones solteres, i en un 16,4% no eren unitats familiars. En el 13,8% dels habitatges hi vivien persones soles el 4,9% de les quals corresponia a persones de 65 anys o més que vivien soles. El nombre mitjà de persones vivint en cada habitatge era de 2,71 i el nombre mitjà de persones que vivien en cada família era de 2,99.
Per edats la població es repartia de la següent manera: un 27,6% tenia menys de 18 anys, un 3,3% entre 18 i 24, un 24,1% entre 25 i 44, un 34,2% de 45 a 60 i un 10,8% 65 anys o més.
L'edat mediana era de 42 anys. Per cada 100 dones de 18 o més anys hi havia 99,2 homes.
La renda mediana per habitatge era de 92.813 $ i la renda mediana per família de 96.716 $. Els homes tenien una renda mediana de 77.216 $ mentre que les dones 44.145 $. La renda per capita de la població era de 36.288 $. Aproximadament l'1,1% de les famílies i l'1,3% de la població estaven per davall del llindar de pobresa.

## Poblacions més properes
El següent diagrama mostra les poblacions més properes.